# Глава Республики Крым
Глава Республики Крым (укр. Глава Республіки Крим, крымскотат. Къырым Джумхуриетининъ Башы) — высшее должностное лицо Республики Крым. Имеет право возглавить Совет министров Республики Крым.
Глава Республики избирается депутатами Государственного Совета Республики Крым. Глава Республики избирается сроком на 5 лет и не может замещать эту должность более двух сроков подряд.

## История
11 марта 2014 года Верховный Совет Автономной Республики Крым и Севастопольский городской совет приняли декларацию о независимости Автономной Республики Крым и города Севастополя. В соответствии с декларацией, в случае решения народов Крыма в результате референдума войти в состав Российской Федерации, Крым будет объявлен суверенной республикой и именно в таком статусе будет воссоединён с Российской Федерацией на правах субъекта.
Согласно Конституции Республики Крым, утверждённой 11 апреля 2014 года, глава Республики Крым избирается депутатами Государственного Совета Республики Крым в соответствии с законодательством РФ и Республики Крым. С 14 апреля 2014 года обязанности главы Республики Крым исполняет Председатель Совета министров Республики Крым Сергей Валерьевич Аксёнов. Глава Республики Крым либо непосредственно возглавляет правительство республики — Совет министров Республики Крым (в порядке совмещения с должностью председателя Совета министров), либо с согласия Государственного Совета назначает председателя Совета министров. С 27 февраля 2014 года председателем Совета министров является Сергей Валерьевич Аксёнов, избранный на эту должность еще Верховным Советом Автономной Республики Крым в составе Украины. С апреля 2014 года он исполнял обязанности главы Республики Крым, занимая пост председателя Совета министров Республики Крым.
9 октября 2014 года Государственный Совет Республики Крым единогласно избрал Сергея Аксёнова главой Республики Крым.

## Представитель в Совете Федерации
- 15 апреля 2014 года Глава Республики Крым принял решение наделить полномочиями члена Совета Федерации Ольгу Ковитиди.